# Pablo Tsukayama
Pablo Tsukayama Cisneros es un investigador peruano que, junto a su equipo, descubrió la variante lambda del SARS-CoV-2.
Estudió en la Universidad Peruana Cayetano Heredia desde el año 2000, graduándose en el año 2005. En el año 2015 terminó un doctorado de Microbiología Molecular en la Universidad de Washington y, al año siguiente, una maestría en salud pública en la Escuela de Medicina Tropical de Londres. En el año 2017, Tsukayama regresó al Perú donde instaló un laboratorio de vigilancia genómica y bioinformática. En el 2019 ganó, junto con la doctora Fiorella Krapp, el "Premio Joven Investigador", otorgado por el Institut Mérieux y la Universidad Peruana Cayetano Heredia.
Durante la pandemia del Covid-19 integró el proyecto "Sistema descentralizado de vigilancia genómica para evaluar transmisión y evolución de SARS-COV-2 en Perú” de la Universidad Peruana Cayetano Heredia, identificando la variante lambda, junto a su equipo de investigadores.
La Universidad Nacional Toribio Rodríguez de Mendoza de Amazonas le otorgó una distinción por "sus méritos notables en la investigación, la ciencia, la educación y su marcada contribución académica intelectual e investigativa".